# Ulrica Grave
Ulrica Grave, även Öhrgren, Nymansson och Reinholdsson, född 1742, död 1800, var en svensk poet. Hon producerade främst så kallade tillfällighetsdikter. Grave publicerades i dåtida press. 
Ulrica Grave var syster till Abraham Hülphers den yngres maka Anna Christina Grave. Släkten Hülphers i Västerås var känd för sitt intresse för litteratur, pietism och herrnhutism, och flera medlemmar av släkten var publicerade diktare under frihetstiden: förutom Ulrica Grave även Abraham den äldres systrar Christina Catharina Lindblom, Elisabeth Schedvin, Hedvig Koersner och Anna Dorothea Höijer. Även den pietistiska psalmpoeten Cajsa Arosenia hade förbindelser med släkten genom sin bror Petrus Arosenius, som var gift med Agnes Hülphers.   
Ulrica Grave var gift tre gånger. Hon separerade informellt från sin tredje make, en präst, genom att flytta ifrån honom.
Verk
1. Anders Nohrborg, begravning, 4:o, 1767
2. Johan Albert Schmidt och Anna Maria Berg, bröllop, 4:o, 1767
3. Nils Johan Nymansson och Ulrica Grave, bröllop, [samtrd., sign U.G.]
4. Anders Reuter och Beata Chenon, bröllop, 4:o, 1768 [samtrd.]